# セレンディップの奇跡
『ドラマスペシャル・セレンディップの奇跡』（ドラマスペシャル・セレンディップのきせき）は、2007年3月12日の22:00～23:24（JST）に、日本テレビ系列で放送されたテレビドラマのスペシャルである。

## 概要
放送作家・小山薫堂の短編小説集「フィルム」（講談社）を原作とするオムニバス形式のテレビドラマ。原作全9篇のうち、「アウトポスト・ダヴァーン」 「スプーン」「セレンディップの奇跡」の3篇をドラマ化した。「ふとした偶然をきっかけに、幸せをつかむこと」を意味するセレンディップをテーマに、都会にさすらう男と女たちの人生を変えた奇跡の瞬間の数々を描く。
また、本編内では本編ドラマと連動コラボレーションしたNTTドコモ・NEC・パナソニックの3社による4篇のオリジナルCMが放送された。

## キャスト
Story1「アウトポスト・ダヴァーン」
- 武田祐市（レストランプロデューサー） - 沢村一樹
- 三宅オサム（ヒューストンのタクシー運転手） - 金子賢
- 武田恵（祐市の妻） - 紺野まひる
- マスター - 利重剛

Story2「スプーン」
- 波多野幹夫（パティシエ） - 伊藤淳史
- 大林里枝（波多野の彼女） - 福下恵美
- キャナル店主 - 津川雅彦

Story3「セレンディップの奇跡」
- 有坂乃梨子（広告代理店勤務） - 木村佳乃
- 堀井豊（乃梨子の彼氏 / グルメライター） - 柏原収史
- チカ（新進写真家） - 吉瀬美智子
- 平田明恵（ビストロ「セレンディップ」シェフ） - 佐藤仁美
- 少女 - 福田麻由子
- 老婆 - 草村礼子
- 店主（ビストロ「セレンディップ」店主） - 小日向文世

ナビゲーター
- 天使 - 広末涼子

オリジナルCM
- まりこ（ホテルコンシェルジュ） - 中島知子

## スタッフ
- 脚本：小山薫堂（ストーリーナビゲート）、加藤綾子（Story 1）、渡辺雄介（Story 2 / オリジナルCM）、武田樹里（Story 3）
- プロデュース：戸田一也、桑原丈弥、森雅弘
- 演出：佐久間紀佳（Story 1 / Story 3）、石尾純（オリジナルCM / ストーリーナビゲート）、本間美由紀（Story 2）

## 主題歌
- 秦基博「僕らをつなぐもの」（BMG JAPAN / AUGUSTA RECORDS）